# Kafé 44

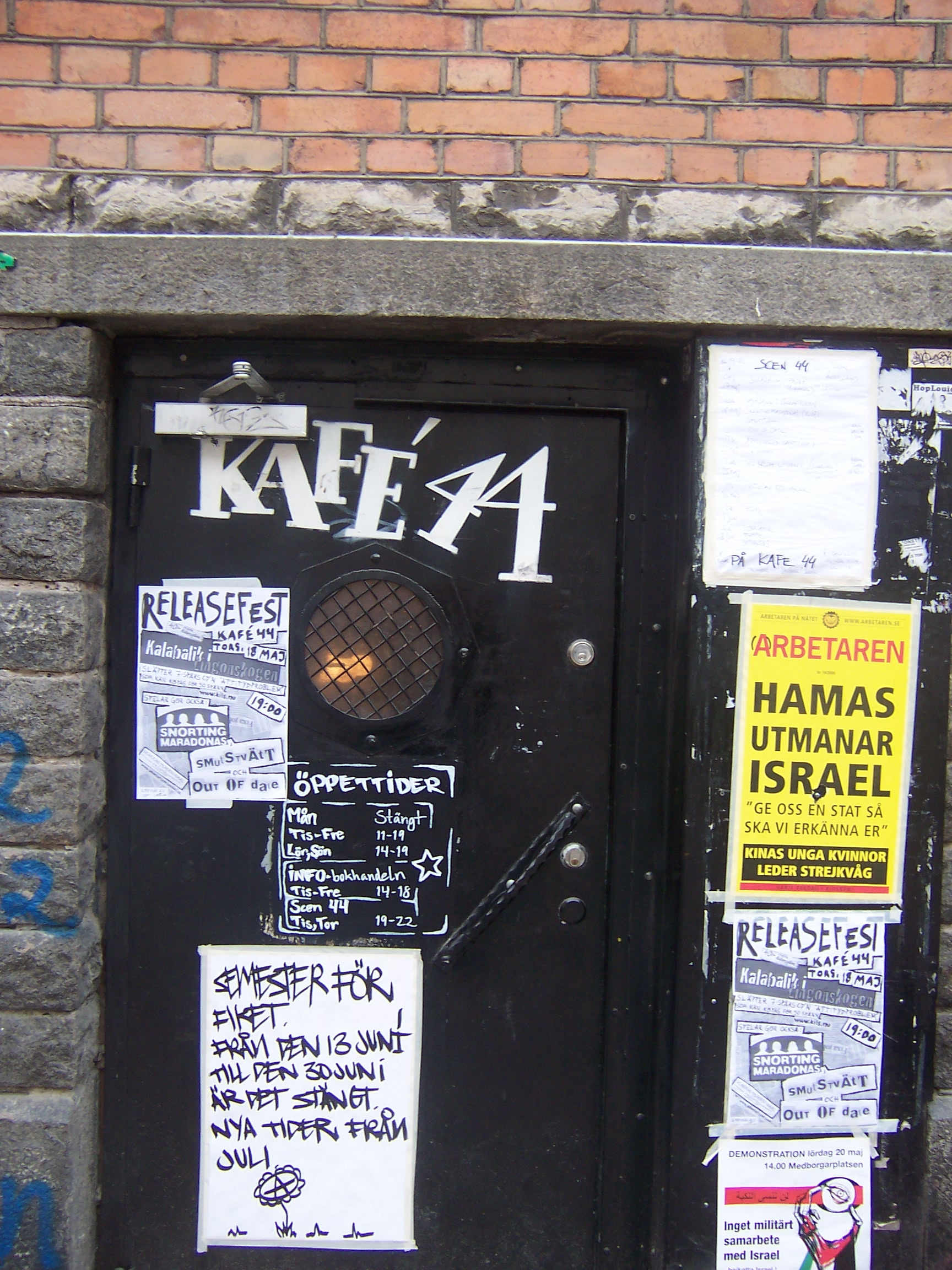
Entrén till Kafé 44

Kafé 44, i folkmun kallat 44:an, är en kulturförening som driver kafé, konsertlokal och boklåda i Kapsylen på Tjärhovsgatan 46, Södermalm, i Stockholm.
Kafé 44 är en känd samlingsplats för bland annat anarkistiska, syndikalistiska, antifascistiska och andra utomparlamentariska grupperingar. Kafé 44 är även ett populärt tillhåll för punkare och antifascistiska skinheads. Kaféet kan jämföras med Ungdomshuset i Köpenhamn som också var en samlingsplats för vänsterungdomar. Kaféet ligger i ett hus som ägs av föreningen Kapsylen, där de grupper som verkar i huset samt de boende är medlemmar.
Kafé 44 är indelat i tre grupper vilka arbetar ideellt med att driva de olika huvudgrenarna inom kaféet - Infobokhandeln, Dagfiket och Scen 44.

## Bokhandeln INFO
På Kafé 44 finns också en frihetligt socialistisk bokhandel.
Här kan man hitta feministiska, historiska, filosofiska, antifascistiska, anarkistiska, syndikalistiska och andra politiskt orienterade böcker, tidningar, knappar, musik och filmer.

## Dagfiket

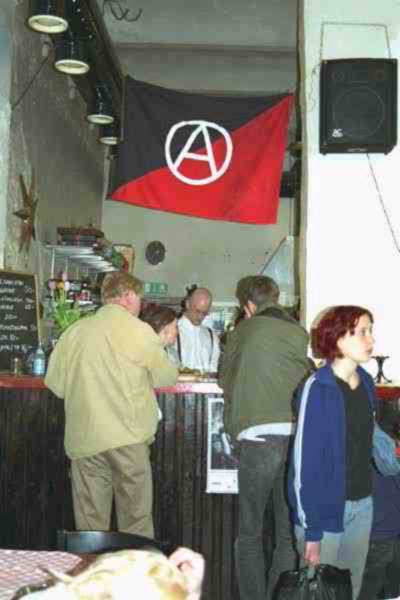
Kafé 44, interiör under 1990-talet.

Själva fikadelen av kaféet sköts av dagfikagruppen. Tompa Eken som var en av de drivande bakom kaféet bakade bullar till varje spelning tills 2018 då han gick i pension. 

## Scen 44 - "Öppen scen"
Kafé 44 har vad de kallar öppen scen vilket innebär att även alternativa musikgenrer som punk och hardcore får plats. Man brukar heller inte ha någon åldersgräns. Man har arrangerat spelningar sedan 1990.
Detta har resulterat i att ett stort antal band både kända och okända spelat där.
Publikrekordet togs den 26 mars 2019 av ”City Candy” och 4 andra ungdomsband.

### Exempel på band och artister som har spelat på 44:an
- Asta Kask
- At the Gates[3]
- Backyard Babies
- bob hund
- Slowlife

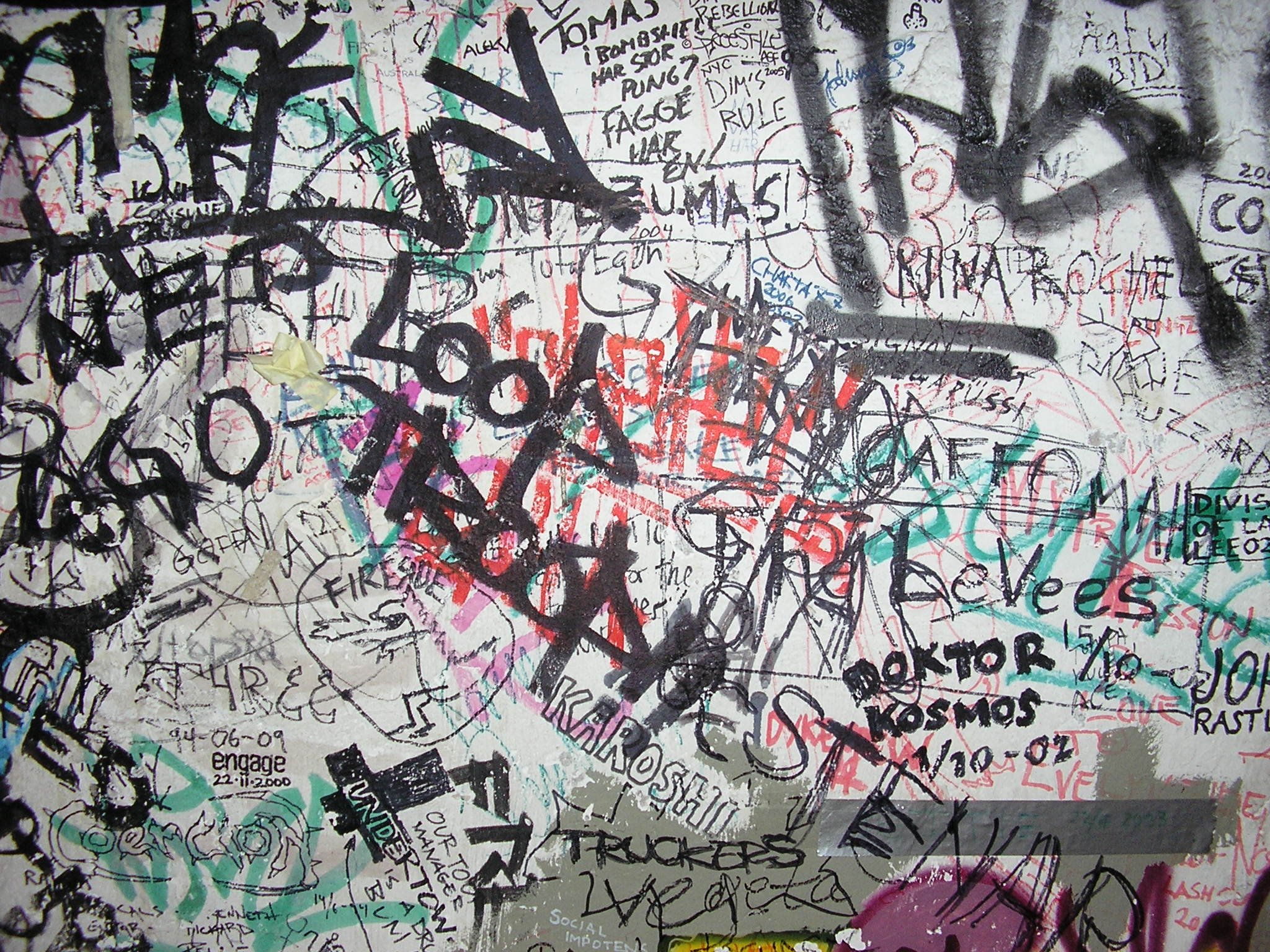
Band som har spelat lämnar ofta sin signatur uppe vid scenen.

- Charta 77 som brukar ha sin klassiska julspelning på 44:an den 22 december.
- Crash Nomada
- Coca Carola (har spelat in liveskiva på Kafé 44, En Sista Gång På 44:an)
- City Candy
- Crashdïet
- De Lyckliga Kompisarna (har spelat in liveskiva på Kafé 44)
- Dismember
- Entombed
- Florence Valentin
- Greta Kassler
- Hellacopters
- Ison & Fille
- Johnossi
- Joakim Thåström
- Kent
- Kristian Anttila
- Köttgrottorna
- Sons of Thunder
- Stefan Sundström
- Stockholms Negrer
- Suis La Lune
- Svenska Akademien
- Säkert!
- Träd, Gräs och Stenar
- The Animal Five
- The Hives
- The Latin Kings
- Rio Negro
- Looptroop
- Organismen
- Pennywise
- Sista Skriket